# راه‌پیمایی‌های سلما به مونتگمری
راهپیمایی سلما (Selma) به مونتگامری (Montgomery) سه راهپیمایی اعتراض‌آمیز که در سال ۱۹۶۵ در کنار بزرگراه ۵۴ کیلومتری، از شهرستان سلمای آلبانا به پایتخت مونتگومری برگزار شد. راهپیمایی‌ها توسط فعالان بی‌خشونت برگزار شد تا تمایل شهروندان آفریقایی-آمریکایی برای اجرای قانون اساسی خود و حق رای دادن در برابر سرکوب جدایی طلبانه نشان دهند و این راهپیمایی خود بخشی از جنبش گسترده‌تر حق رای در سلما و در سراسر جنوب آمریکا بود. با برجسته کردن بی عدالتی نژادی، آن‌ها کمک کردند
برای تصویب آن سال قانون حق رای، یک دستاورد فدرال جنبش حقوق مدنی.
مجلس قانونگذاری جنوبی، تعدادی از الزامات و شیوه‌های تبعیض‌آمیز را تصویب کرده‌است که موجب از بین رفتن بسیاری از میلیون‌ها آفریقایی آمریکایی در طول قرن بیستم شده‌است. گروه آفریقایی-آمریکایی به نام لیگ رای‌دهندگان شهرستان دالاس (DCVL) کمپین ثبت نام رای‌دهندگان را در سلما در سال ۱۹۶۳ راه‌اندازی کرد. در سال ۱۹۶۳، سازمان‌دهندگان کمیته هماهنگی خشونت‌آمیز دانشجویی (SNCC)، کار خود را در تلاش برای ثبت نام رای‌دهندگان سیاه‌پوست آغاز کردند.
پیدا کردن مقاومت توسط مقامات سفیدپوستان، حتی پس از آنکه قانون حقوق مدنی ۱۹۶۴ منجر به جداسازی قانونی شد، به صورت سختگیرانه انجام شد. لیگ رأی دهندگان شهرستان دالاس، مارتین لوتر کینگ جونیور و فعالان کنفرانس رهبری مسیحیان جنوبی (SCLC) را برای پیوستن به آن‌ها دعوت کرد. کنفرانس رهبری مسیحیان در ژانویه سال ۱۹۶۵، بسیاری از حقوق مدنی برجسته و رهبران مدنی را به سلما آورد. اعتراضات محلی و منطقه آغاز شد و تا پایان ماه فوریه ۳۰۰۰ نفر دستگیر شدند. به گفته جوزف آ. کالیفانو جونیور، که در سالهای ۱۹۶۵ و ۱۹۶۹ به عنوان سرپرست امور داخلی رئیس‌جمهور ایالات متحده، لیندون جانسون خدمت کرد، رئیس‌جمهور، کینگ را به عنوان یک شریک اصلی در تصویب قانون حق رای تبدیل کرد. کالیفانو که رئیس‌جمهور نیز برای نظارت بر مأموریت نهایی در مونتگومری برگزیده بود، گفت که جانسون و کینگ در ۱۵ ژانویه با تلفن صحبت کردند تا برنامه‌ای برای توجه به بی عدالتی در استفاده از آزمون سواد آموزی و سایر موانع برای متوقف کردن مردم سیاه‌پوست از رای‌گیری ارائه دهند بعداً کینگ در ۹ فوریه تصمیم خود برای استفاده از سلما برای رسیدن به این هدف را به رئیس‌جمهور اطلاع داد.
پیدا کردن مقاومت با مقامات مقاوم به درمان و حتی پس از حقوق مدنی قانون از سال ۱۹۶۴ به پایان رسید حقوقی جداسازی DCVL دعوت کشیش مارتین لوتر کینگ جونیور و فعالان جنوب کنفرانس رهبری مسیحی (SCLC) به آن‌ها ملحق شود. SCLC به ارمغان آورد بسیاری از برجسته حقوق مدنی و رهبران مدنی به سلما در ژانویه ۱۹۶۵. محلی و منطقه‌ای تظاهرات آغاز شد با ۳۰۰۰ نفر دستگیر و تا پایان ماه فوریه. با توجه به Joseph A. Califano جونیورکه در خدمت به عنوان رئیس امور داخلی برای رئیس‌جمهور آمریکا لیندون جانسون در بین سال‌های ۱۹۶۵ و ۱۹۶۹، رئیس‌جمهور، بازدید کینگ به عنوان یک ضروری شریک درگرفتن قانون حق رای به تصویب رسید. Califano که رئیس‌جمهور همچنین اختصاص داده شده برای مانیتور آخر مارس به Montgomery گفت که جانسون و کینگ صحبت با تلفن در ژانویه ۱۵ برای برنامه‌ریزی یک استراتژی برای جلب توجه به بی عدالتی با استفاده از آزمون سواد و موانع دیگر برای جلوگیری از سیاه جنوبی‌ها از رای‌گیری و که کینگ بعداً به اطلاع رئیس‌جمهور در فوریه ۹ از تصمیم خود برای استفاده از سلما برای رسیدن به این هدف است.